# The Outfield
Gli Outfield sono stati un gruppo musicale rock britannico, formatosi a Londra nella metà degli anni ottanta.

## Formazione

### Ultima formazione
- Alan Jackman — batteria, percussioni (1984 - 1989 / 2009 – 2014)
- Tony Lewis — voce, basso (1984 – 2014)
- John Spinks — chitarra, cori (1984 – 2014)

### Membri ospiti
- David Lane — tastiere, produttore (1990, in Voices of Babylon)
- Reg Webb — tastiere (1985 in Play Deep)

### Musicisti di supporto
- Grahame Leslie — chitarra (1985)
- Paul Read — batteria (1989)

### Ex componenti
- Simon Dawson — batteria (1990 - 2009)

## Discografia

### Album in studio
- 1985 — Play Deep
- 1987 — Bangin'
- 1989 — Voices of Babylon
- 1990 — Diamond Days
- 1992 — Rockeye
- 1998 — It Ain't Over...
- 1999 — Extra Innings
- 2006 — Any Time Now
- 2011 — Replay

### Album dal vivo
- 2001 — Live in Brazil
- 2005 — The Outfield Live'

### Raccolte
- 1995 — Playing the Field
- 1996 — Big Innings: The Best of The Outfield
- 1998 — Super Hits
- 2011 — Playlist: The Very Best of The Outfield